# Gare routière internationale de Budapest-Népliget
La Gare routière internationale de Budapest-Népliget (hongrois : Budapest-Népliget autóbusz-pályaudvar, prononcé [ˈbudɒpɛʃt ˈneːpligɛt ˈɒutoːbus ˈpaːjɒudvɒɾ]) est une gare routière de Budapest.

## Services voyageurs

### Desserte
Elle dessert l'Europe orientale. 

### Correspondance multimodale
La gare routière est reliée au réseau de transport en commun de Budapest.